# Волков, Александр Фёдорович
Александр Фёдорович Волков (1867 — после 1927) — русский юрист, приват-доцент.

## Биография
Родился 1 (13) августа 1867 года в городе Вольске Саратовской губернии.
Окончил юридический факультет Императорского Санкт-Петербургского университета. С 1 июля 1900 года он стал читать в звании приват-доцента лекции по торговому праву в Санкт-Петербургском университете.
В 1903 году при непосредственном участии Волкова стали проводиться съезды представителей биржевой торговли и сельского хозяйства, затем съезды представителей промышленности и торговли. Им была написана книга: Биржевое право. Биржевой суд и правила биржевой торговли хлебными товарами. — Санкт-Петербург : тип. т-ва «Обществ. польза», 1905. — (Материалы Калашниковской хлебной биржи г. С.-Петербурга в связи с практикой западно-европейских бирж). — [2], VI, 264 с. Под редакцией и с предисловием А. Ф. Волкова вышел перевод книги Г. Руланда «Учение об установлении цен на хлебные товары» (СПб.: типо-лит. «Печ. искусство», 1908. — [10], 194 с., 7 л. диагр.).
В 1912 году он возглавил кафедру торгового права Санкт-Петербургского психоневрологического института.
Им был составлен «Курс международной хлебной торговли» (СПб.: тип. Ред. период. изд. М-ва фин., 1910. — [2], IV, 459 с.). Лекции по хлебной торговле он читал в 1913—1916 годах в Московском коммерческом институте, Московском народном университете им. А. Л. Шанявского и в Санкт-Петербургском политехническом институте.
После революций 1917 года А. Ф. Волков длительное время работал в системе Наркомата по делам торговли и промышленности; сыграл заметную роль во время торговых переговоров Л. Б. Красина с Англией. Работал в торгпредстве СССР в Эстонии, а затем в Москве в должности консультанта СССР. В 1927 году переехал в Ленинград, где работал в акционерном обществе для продажи хлебопродуктов и фуража за границу «Экспортхлеб».
Научная заслуга А. Ф. Волкова состоит в том, что он одним из первых сумел разглядеть за торговым арбитражем огромное будущее. Им было написано историко-догматическое исследование «[Торговые третейские суды]» (СПб.: тип. Ред. период. изд. М-ва фин., 1913. — [4], III, [3], 292 с.), где впервые появился отдельный раздел о деятельности международных торговых третейских судов. Он напечатал также ещё целый ряд сочинений:
- Секретариаты рабочих и палаты труда в Западной Европе. — Санкт-Петербург: тип. В. Ф. Киршбаума, 1905. — [4], 196 с.
- Палаты труда в Западной Европе (доклад А. Ф. Волкова) / Первый съезд Союза промышл. и торговых предприятий Российской империи. — Санкт-Петербург: тип. В. Киршбаума, [1906]. — 41 с.
- Защита прав в Англии путем арбитража. — Санкт-Петербург: тип. В. Ф. Киршбаума, 1907. — 104 с.
- Общество мукомолов и страхование мельниц в Германии и Англии в связи с реформою Съездов мукомолов в России. — Санкт-Петербург: типо-лит. И. Лурье и К°, 1907. — 46 с.
- Международные хлебные контракты. Практическое руководство для работников по хлебному экспорту / А. Ф. Волков ; С предисл. председ. Правления «Экспортхлеб» М. И. Фрумкина и дир.-распорядителя Правления «Экспорт-хлеб» С. Г. Брона. — Ленинград: Экспортхлеб, [1926]. — XVI, [2], 338, [4] с.
- Курс международной хлебной торговли / Проф. А. Ф. Волков; Под ред. М. И. Хлоплянкина ; Обложка: Г. Бершадский. — М.: Изд-во Наркомторга СССР и РСФСР, 1928. — XI. 324 с.

Ещё студентом, вместе с Ю. Д. Филипповым, начал публикацию «Свода законов Российской Империи» (неоффициальное издание) — Санкт-Петербург: Изд. т-ва «Общественная польза», 1897.